# Malayos indonesios
Los malayos indonesios  ( malayo / indonesio : Orang Melayu Indonesia); Jawi : اورڠ ملايو ايندونيسيا) son malayos étnicos que viven en toda Indonesia . Son uno de los pueblos indígenas del país. El indonesio, el idioma nacional de Indonesia, es una forma estandarizada del malayo de Riau. Hubo numerosos reinos malayos en lo que ahora es Indonesia, principalmente en las islas de Borneo y Sumatra . Estos incluían Srivijaya, el reino de Melayu, Dharmasraya, el sultanato de Deli, el sultanato de Siak Sri Indrapura, el sultanato de Riau-Lingga, el sultanato de Bulungan, el sultanato de Pontianak y el sultanato de Sambas. El censo de 2010 establece que hay 8 millones de malayos en Indonesia, número que proviene de la clasificación de malayos en el este de Sumatra y la costa de Kalimantan reconocida por el gobierno de Indonesia . Esta clasificación es diferente del censo de Malaya y Singapur, que incluye a todos los musulmanes étnicos del archipiélago de Indonesia (incluidos acehneses, banjareses, bugis, mandailing, minangkabau y javaneses) como malayos.

## Historia

### Sumatra
Ha habido varios reinos y sultanatos malayos en la isla de Sumatra, como el reino de Melayu, Srivijaya, Dharmasraya, el sultanato de Deli, el sultanato de Siak Sri Indrapura, el sultanato de Asahan, el sultanato de Riau-Lingga, el sultanato de Riau, el sultanato de Palembang, el sultanato de Lingga, etc

### Kalimantan
Ha habido varios reinos y sultanatos malayos basados en la isla de Kalimantan (también conocida como Borneo), como el reino de Sanggau, el sultanato de Pontianak, el Sultanato de Bulungan,el sultanato de Berau, el sultanato de Gunung Tabur, el sultanato de Sambaliung, el sultanato de Paser, el sultanato de Kutai, etc.
En los incidentes de Pontianak durante la ocupación japonesa de las Indias Orientales Holandesas, los japoneses masacraron a la mayor parte de la élite malaya y decapitaron a todos los sultanes malayos en Kalimantan.
Durante la caída de Suharto, hubo un resurgimiento del nacionalismo y la identidad malayos en Kalimantan y los malayos étnicos y los dayaks en Sambas masacraron a los madureses durante los disturbios de Sambas.

## Idioma

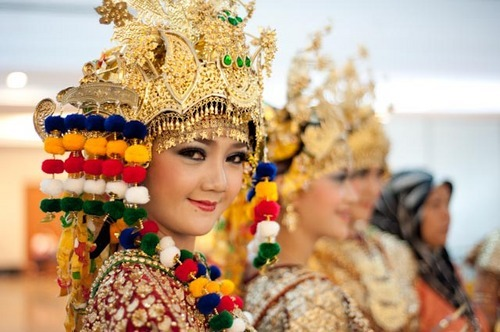
Una niña malayapalembangesa vestida con el traje de Gending Sriwijaya

Sumatra es la patria de las lenguas malayas, que hoy se extienden por todos los rincones del sudeste asiático . El idioma indonesio, que es el idioma oficial del país y la lingua franca, se basó en el malayo riau. El idioma malayo tiene una larga historia, que tiene un registro literario que se remonta al siglo VII d. C. Una famosa inscripción malaya temprana, la inscripción Kedukan Bukit, fue descubierta por el holandés M. Batenburg el 29 de noviembre de 1920, en Kedukan Bukit, en el sur de Sumatra, a orillas del río Tatang, un afluente del río Musi . Es una piedra pequeña de 45 por 80 cm. Está escrita en malayo antiguo, un posible antepasado del idioma malayo actual y sus variantes. La mayoría de los idiomas y dialectos malayos que se hablan en Indonesia son mutuamente ininteligibles con el indonesio estándar . Los más hablados son el malayo palembang (3,2 millones), el malayo jambi  (1 millón), el malayo bengkulu (1,6 millones) y  el banjarés (4 millones) (aunque sus hablantes no lo consideran un dialecto del malayo ; su dialecto menor es típicamente llamado malayo bukit). Además de los idiomas malayos propios, existen varios idiomas estrechamente relacionados con el malayo, como elminangkabau, el kerinci, el kubu y otros. Estos idiomas están estrechamente relacionados con el malayo, pero sus hablantes no consideran que sus idiomas sean malayos . Hay muchos criollos de origen malayo que se hablan en el país, especialmente en el este de Indonesia, debido a los contactos de la parte occidental de Indonesia y durante el gobierno colonial, donde el malayo reemplazó al holandés como lengua franca . Los criollos malayos más conocidos en Indonesia son el malayo ambonés, el malayo batavi, el malayo manado  y el malayo papuano .

## Grupos subétnicos de malayos indonesios

### Grupos étnicos malayos en Indonesia

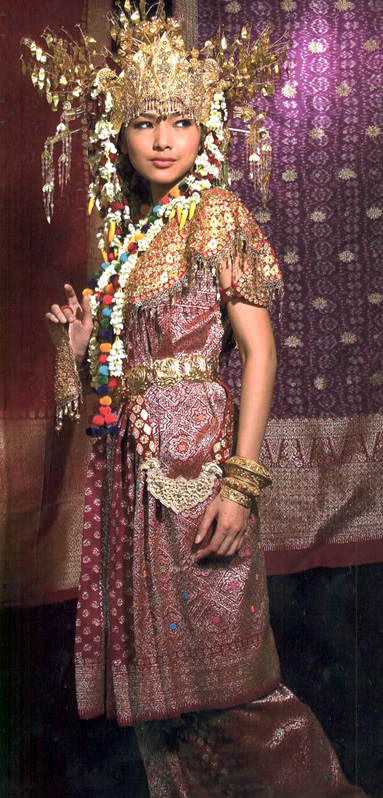
Una mujer malaya palembangesa con el traje de boda tradicional del sur de Sumatra, Indonesia, conocida como Aesan Gede

El pueblo malayo en Indonesia se divide en varias sub-etnias y cada una tiene su propia variedad lingüística, historia, vestimenta, tradiciones y un sentido de identidad común. Según el censo de 2000, los indonesios malayos incluyen:

#### Sumatra
(por sultanatos y etnias)
- Malayos de Tamiang
- Malayos de Langkat
- Malayos de Deli
- Malayos de Asahan
- Malayos de Riau
- Malayos de Jambi
- Pueblo palembang
- Pueblo semendo
- Malayos de Bengkulu
- Malayos de Bangka
- Malayos de Belitung

#### Kalimantán
(por sultanatos y etnias)
- Malayos de Sambas
- Malayos de Pontianak
- Malayos de Ketapang
- Malayos de Kotawaringen
- Pueblo banjar
- Pueblo kutai
- Malayos de Berau

#### Malayos aborígenes

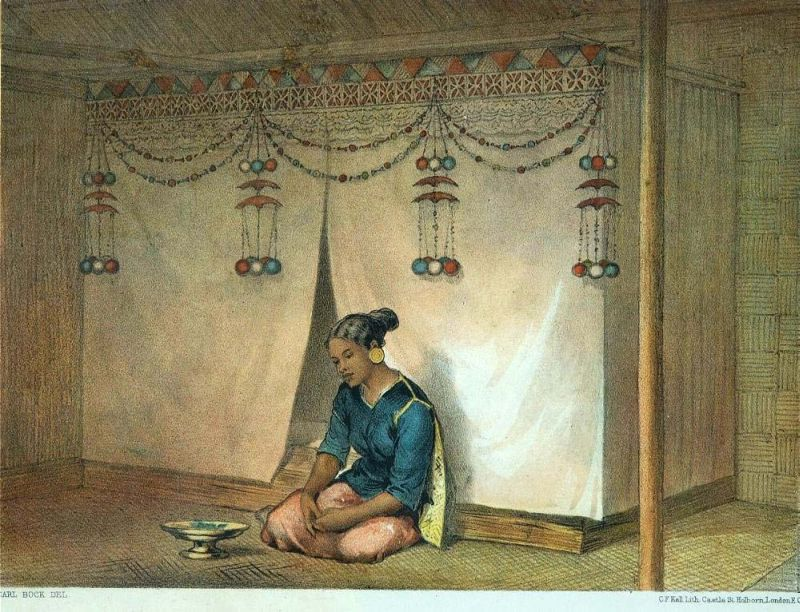
Una dama malaya de Kutain en la residencia de Kalimantan (Borneo) Meridional y Oriental, en las Indias Orientales Holandesas. Litografía de una acuarela original c.1879–1880.

- Pueblo akit
- Pueblo orang rimba
- Pueblo batin
- Pueblo bonai
- Pueblos orang laut
- Petalangan
- Talang mamak
- Sekak bangka